# 岐阜県立斐太農林高等学校

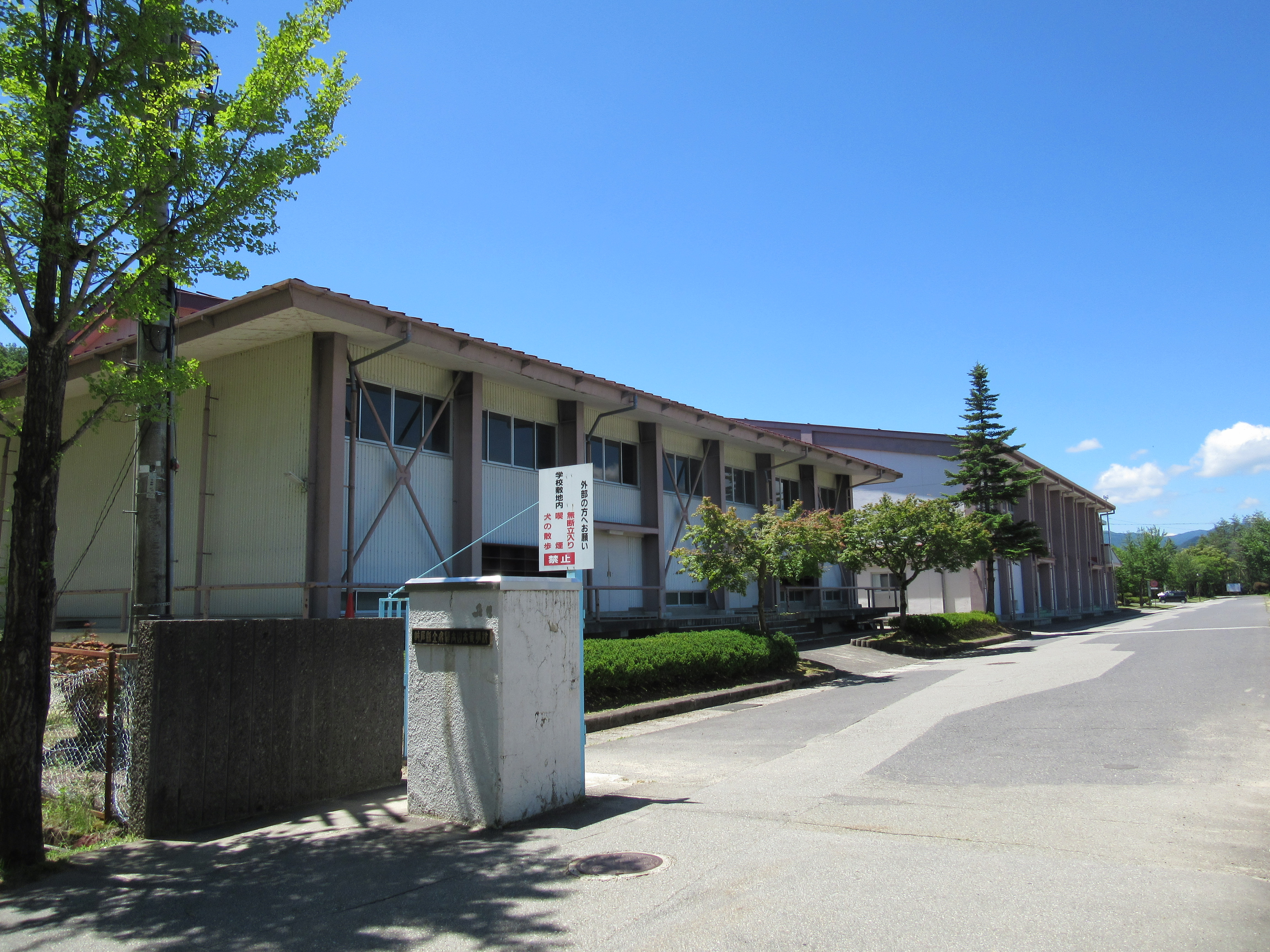
飛騨高山高等学校山田校舎(旧斐太農林高等学校）

岐阜県立斐太農林高等学校（ぎふけんりつ ひだのうりんこうとうがっこう）は、岐阜県高山市にあった高等学校。1973年に岐阜県立斐太実業高等学校の「農工分離」によって開設。2005年に岐阜県立高山高等学校と統合し、岐阜県立飛騨高山高等学校となる。旧斐太農林高等学校の校舎・校地は、飛騨高山高等学校の山田校舎（山田キャンパス）として用いられている。
本校の前身となる大正・昭和戦前期の斐太実業学校（斐太農林学校）についても言及する。

## 沿革
本校のルーツは、1921年に設立された斐太実業学校である。第二次世界大戦後の学制改革の中で「岐阜県斐太農林高等学校」と改称したのち、小学区制（高校三原則参照）に基づく高等学校の再編が行われ、高山女子高等学校（旧：高山高等女学校）と統合して岐阜県立高山高等学校が発足した。
1957年（昭和32年）に高山地区の高等学校の再配置が行われた際、岐阜県立高山高等学校および岐阜県立斐太高等学校の職業学科が統合され、岐阜県立斐太実業高等学校が発足した。
1973年（昭和48年）、岐阜県立斐太実業高等学校は、岐阜県立斐太農林高等学校と岐阜県立高山工業高等学校に分割された。
2005年（平成17年）、高山高等学校と斐太農林高等学校および斐太高等学校通信制課程が統合し、岐阜県立飛騨高山高等学校となった。

### 年表
斐太実業学校→斐太農林学校→斐太農林高等学校
- 1921年（大正10年）4月13日 - 大野郡立斐太実業学校として設立[2]。農林科乙部と実業教員養成所を併設[2]。校地は現在の高山市千島町。
- 1923年（大正12年）4月1日 - 県に移管、岐阜県立斐太実業学校と改称[2]。実業教員養成所を廃止[2]。
- 1924年（大正13年）4月1日 - 岐阜県斐太農業補習学校を併設[2]。
- 1928年（昭和3年）4月10日 - 農業科甲部を併設[2]。
- 1929年（昭和4年）3月31日 - 岐阜県斐太農業補習学校を廃止[2]。
- 1941年（昭和16年）4月1日 - 林業科を設置[2]。
- 1946年（昭和21年）4月1日 - 岐阜県斐太農林学校（農業科・林業科）と改称[2]。
- 1948年（昭和23年）
  - 4月1日 - 新制高等学校となり岐阜県斐太農林高等学校と改称、畜産科を設置[2]。
  - 8月18日 - 小学区制に基づき、岐阜県高山女子高等学校と岐阜県斐太農林高等学校を統合する指令が出される[2]。

高山高等学校（小学区制）
- 1948年（昭和23年）9月1日 - 岐阜県高山高等学校開設[2]。
  - 通常課程（普通科・農業科・林業科・畜産科）・定時制課程（農業科・被服科）、上枝分校（定時制課程農業科・被服科）を設置[2]

斐太実業高等学校
- 1957年（昭和32年）4月1日 - 高山地区高等学校再配置、岐阜県立斐太実業高等学校開校[2]。
  - 高山高等学校より農業科・林業科・畜産科を移管、岐阜県立斐太高等学校より建築科・木材工芸科を移管。校地は現在の高山市千島町。
- 1973年（昭和46年）3月31日 - 岐阜県立斐太実業高等学校廃止[2]。
  - 農業科・畜産科・農業土木科・林業科・生活科は斐太農林高等学校に移管。
  - 機械科・電気科・建築科・工芸科（インテリア科に改称）は岐阜県立高山工業高等学校に移管。

斐太農林高等学校
- 1973年（昭和46年）4月1日 - 岐阜県立斐太農林高等学校（農業科・畜産科・農業土木科・林業科・生活科）設立[2]。高山市千島町の斐太実業高校の校地は高山工業高校の校地となり、斐太農林高校は高山市山田町の新たな校地で開校。
- 1989年（平成元年）4月1日 - 林業科を林業工学科に改称[2]。
- 1991年（平成3年）4月1日 - 農業科・畜産科・生活科を生物生産科・システム園芸科に改編[2]。
- 1996年（平成8年）4月1日 - 林業工学科・農業土木科を環境科学科に改編[2]。
- 2000年（平成12年）10月22日 - 創立80周年記念事業として建てられた「斐農館」が竣工[2]。
- 2005年（平成17年）3月31日 - 閉校。
  - 岐阜県立高山高等学校と統合し、岐阜県立飛騨高山高等学校に移行。
  - この際、システム園芸科を園芸科学科に改称[2]。